# Сараван (провинция)
Сараван (также Салаван, лаос. ສາລະວັນ) — провинция (кхвенг) на юге Лаоса.

## География
Провинция расположена на плато Болавен. Плато хорошо подходит для занятий треккингом, здесь также можно покататься на слонах. На плато много красивых водопадов.
Также в провинции создана природоохранная зона Phu Xieng Thong, которая занимает площадь около 1000 км², на которой охраняются большое количество диких животных.

## Административное деление
Провинция разделена на следующие районы:
1. Кхонгседон (14-06)
2. Лакхонепхенг (14-04)
3. Лаонгарм (14-07)
4. Сараван (14-01)
5. Самуй (14-08)
6. Таой (14-02)
7. Тумларн (14-03)
8. Вапи (14-05)

## Экономика
В деревнях сохранился традиционный уклад жизни, есть плантации кофе и чая.